# Wood River (Nebraska)
Wood River es una ciudad ubicada en el condado de Hall en el estado estadounidense de Nebraska. En el Censo de 2010 tenía una población de 1325 habitantes y una densidad poblacional de 644,31 personas por km².

## Geografía
Wood River se encuentra ubicada en las coordenadas 40°49′15″N 98°36′1″O / 40.82083, -98.60028. Según la Oficina del Censo de los Estados Unidos, Wood River tiene una superficie total de 2.06 km², de la cual 2.06 km² corresponden a tierra firme y (0%) 0 km² es agua.

## Demografía
Según el censo de 2010, había 1325 personas residiendo en Wood River. La densidad de población era de 644,31 hab./km². De los 1325 habitantes, Wood River estaba compuesto por el 89.28% blancos, el 0% eran afroamericanos, el 0.08% eran amerindios, el 0.15% eran asiáticos, el 0% eran isleños del Pacífico, el 9.58% eran de otras razas y el 0.91% pertenecían a dos o más razas. Del total de la población el 17.66% eran hispanos o latinos de cualquier raza.